# Dorceus
Genre
Dorceus est un genre d'araignées aranéomorphes de la famille des Eresidae.

## Distribution
Les espèces de ce genre se rencontrent en Afrique du Nord, au Sénégal et en Israël.

## Liste des espèces
Selon World Spider Catalog (version 15.5, 16/11/2014) :
- Dorceus albolunulatus (Simon, 1876)
- Dorceus fastuosus C. L. Koch, 1846
- Dorceus latifrons Simon, 1873
- Dorceus quadrispilotus Simon, 1908
- Dorceus trianguliceps Simon, 1911

## Publication originale
- (de) C. L. Koch, 1846 : Die Arachniden. Nürnberg, vol. 13, p. 1-234 (texte intégral).